# Памятник воинам 23-й армии Ленинградского фронта (Вуокса, 1944 год)
Памятник воинам 23-й армии Ленинградского фронта, участвовавшим в боях в июле 1944 года на реке Вуокса. Расположен в поселке Барышево Выборгского района Ленинградской области, в Гончаровском сельском поселении, в 4 км северо-западнее.
Сражение на Вуоксе (река Вуокса) (называемое также бои за Вуосалми) являлось продолжением Выборгской наступательной операции Ленинградского фронта.
После взятия города Выборга 20.6.1944 войска Ленинградского фронта продолжали наступление. 23-я армия с боями пробивалась к Вуоксинской водной системе при нарастающем сопротивлении противника.
С 4 по 7 июля 1944 года силами 98-го стрелкового корпуса (281-й стрелковой дивизии, 381-й стрелковой дивизии с частями усиления) был ликвидирован финский плацдарма на правом (южном) берегу реки Вуокса. Плацдарм был расположен около поселка Барышево (Паккола), гряда Яюряпяя, с узлами обороны на высотах 44.5 Северная и 44.5. Южная.
9.7.1944 части 115 стрелкового корпуса (142-я стрелковая дивизия, 10-я стрелковая дивизия, 92-я стрелковая дивизия) с частями усиления форсировали реку Вуокса шириной в месте форсирования до 400 метров, захватили, а затем расширили плацдарм на левом (северном) берегу реки. Сражение носило исключительно ожесточённый характер с большими потерями с обеих сторон. Войска 23-й армии проявили массовый героизм, с боями расширяя плацдарм и отражая непрерывные контратаки противника, пытавшегося плацдарм ликвидировать.
13.7.1944 Военным Советом Ленинградского фронта командованию 23-й армии передана Директива 76/оп, в которой предписывалось переправить на плацдарм на левом берегу реки Вуокси 6-й стрелковый корпус, ввести его в бой, с утра 15.7.1944 начать наступление с целью выйти на рубеж Вуоксен — Вирта (северная старая основная протока реки Вуокса) с последующим развитием удара с овладением рубежа Райсяля, Инкиля, Антреа. Наступление силами 327-й стрелковой дивизии и 13-й стрелковой дивизии 6-го стрелкового корпуса, переправившегося на плацдарм 14.7.44, с частями усиления планировалось в ночь на 16.7.1944.
15.7.1944 в 23 часа Командованию 23-й армии поступает директива Военного Совета Ленинградского фронта 81/оп прервать наступательные операции с 24:00 15.7.1944 и временно перейти к жесткой обороне.
Части 115 стрелкового корпуса были выведены с левого берега реки, находившиеся на плацдарме 13-я, 327-я и 382-я стрелковые дивизии 6-го стрелкового корпуса с частями усиления отбивали непрерывные атаки противника на свои позиции. Активные наступательные действия противника проходили до 18.7.1944.
Войска 23-й армии удержали плацдарм.
Позиционные бои на плацдарме, который удерживала 23-я армия, продолжались до окончания боевых действий с Финляндией 5.9.1944.
Памятник установлен согласно решению Военного Совета 23-й армии Ленинградского фронта от 26.07.1944
Бойцы, сержанты и офицеры армии своим героизмом и мужеством, проявленным в июльских боях за овладение высотой 44.5 и форсированию р. Вуокси, вписали славную страницу в историю Отечественной войны.
В ознаменование взятия высоты и форсирования р. Вуокси и в знак увековечения памяти погибших при этом бойцов и офицеров Красной Армии, отдавших свои жизни за Родину, Военный Совет Армии постановил - воздвигнуть из гранита памятник - монумент у переправы через Вуокси (приказ войскам 23 армии № 0137 от 26.7 44 года).Журнал боевых действий 23 Армии с 01.07.1944 по 31.07.1944 г., стр. 84

## Описание памятника
Памятник представляет собой бетонную стену, установленную на гребне высоты 44.5 «Северная». Проект монумента выполнил архитектор, аспирант Академии архитектуры СССР подполковник Н. Н. Стоянов. Руководителем строительства назначен майор В. И. Богаткин.
Перед стеной сделана площадка, в центре которой находится клумба и выполненная из бетона солдатская каска.
Изначально на стене были чугунные мемориальные плиты с номерами всех сражавшихся на плацдарме дивизий, большинство плит было впоследствии утрачено.
До 2022 года на памятнике находились сохранившаяся мемориальная плита из первоначальных, посвященная воинам 327-й дивизии, на ней записано: «Воинам 327 сд, участникам боев на Вуоксе», и даты боёв: «VI—IX 1944»;  и табличка, установленная не позднее 2009 года, с надписью СЫНАМ ОТЕЧЕСТВА и неполным списком дивизий, принимавших участие в этих боях: «Здесь сражались 382-ая Новгородская стрелковая дивизия, 92-я «Краковская» стрелковая дивизия, 142-ая стрелковая дивизия, 10-ая стрелковая дивизия лето 1944».

В 2022 году была проведена реконструкция памятника.
В архиве сайта «Память народа» по документам военного времени, по Журналам боевых действий 23-й армии и Ленинградского фронта установлены все воинские части и соединения, участвовавшие в боях на Вуоксе, потери 23-й армии в этих боях, число награжденных, а также записи о значении этих боев, как их оценивало Командование Ленинградского фронта.
Информация из подлинных документов была использована при изготовлении новых мемориальных плит.

Фотографии памятника до реставрации
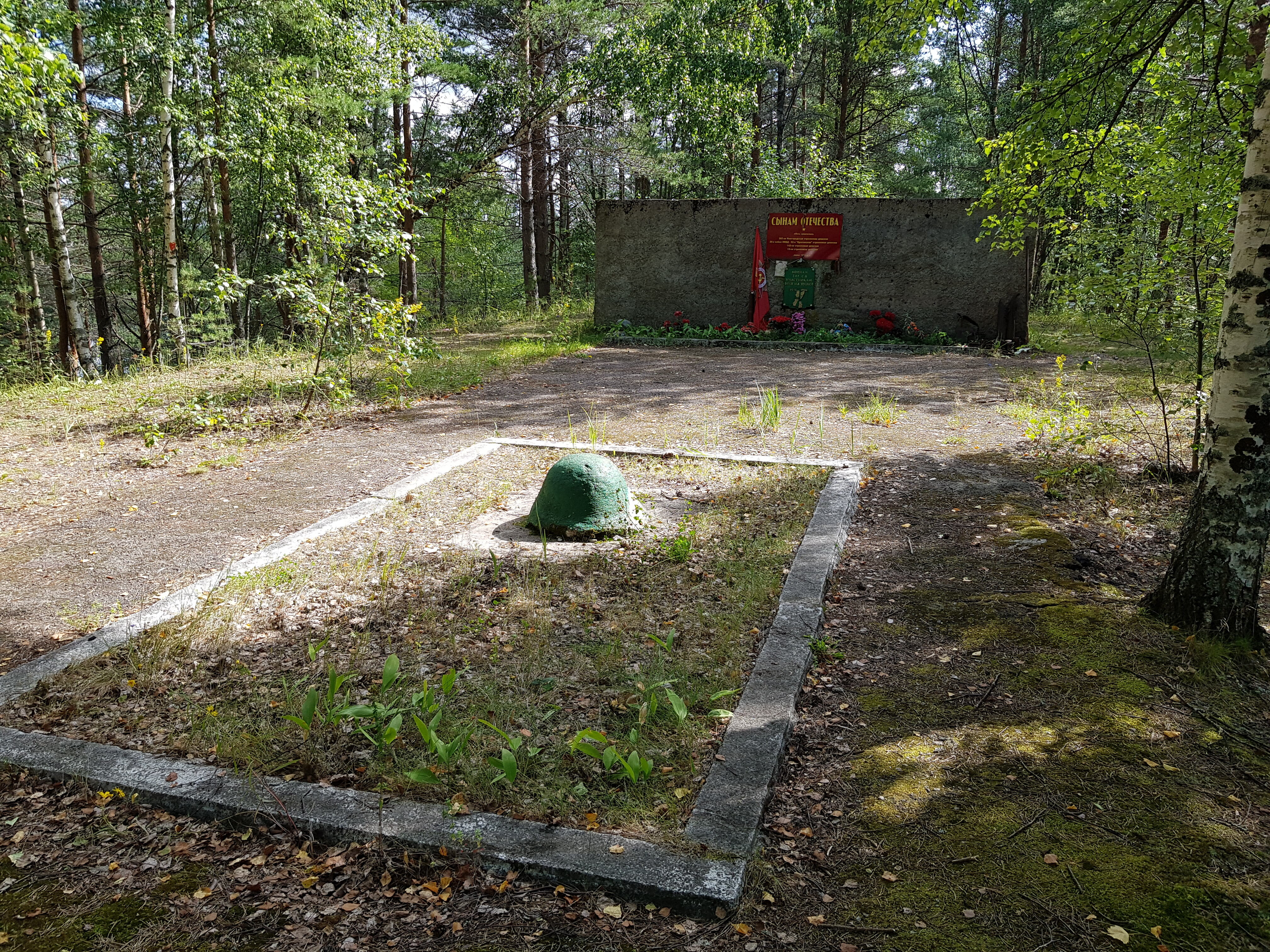

Фотография памятника после реставрации

На памятнике при реконструкции установлены 6 новых гранитных плит, сохранены первоначальная чугунная мемориальная плита, посвященная воинам 327-й дивизии, и позднее установленная табличка с надписью с надписью «СЫНАМ ОТЕЧЕСТВА» и списком дивизий.
Плита № 1

Приказ войскам 23 армии Ленинградского фронта № 0137 от 26.7 44 года
Бойцы, сержанты и офицеры армии своим героизмом и мужеством, проявленным в июльских боях 1944 года за овладение высотой 44.5 и форсирование реки Вуокси, вписали славную страницу в историю Отечественной войны.
В ознаменование взятия высоты и форсирования р. Вуокси и в знак увековечения памяти погибших при этом бойцов и офицеров Красной Армии, отдавших свои жизни за Родину, Военный Совет Армии постановил — воздвигнуть из гранита памятник — монумент у переправы через р. Вуокси
Захват плацдарма на левом берегу реки Вуокси имеет крупное оперативное значение, открывает большие возможности по разгрому левого крыла финской армии на Карельском перешейке, опирающегося на укрепленную линию Маннергейма.
В июльских боях 1944 года в 23 армии погибли 3374 человека, ранены 13451 человек, пропали без вести 872 человека.
Награждены правительственными наградами 13613 человек, звания Героя Советского Союза удостоены 10 человек.

Памятник восстановлен в 2022 году. 
Плита № 2

98 стрелковый корпус
92 стрелковая дивизия
281 стрелковая дивизия

381 стрелковая дивизия
Плита № 3

6 стрелковый корпус
13 стрелковая дивизия
177 стрелковая дивизия

382 стрелковая дивизия
Плита № 4

115 стрелковый корпус
10 стрелковая дивизия
142 стрелковая дивизия

17 укреплённый район
Плита № 5

38 гаубичная артиллерийская бригада
96 тяжёлая гаубичная артиллерийская бригада
47 пушечная артиллерийская бригада
21, 151 и 336 армейский пушечный артиллерийский полк
165, 641, 883 и 1072 истребительно-противотанковый артиллерийский полк
127, 175, 456,506 и 567 армейский минометный полк
40 и 70 гвардейский минометный полк

13 отдельный электротехнический батальон
Плита № 6

13 воздушная Армия
1469 зенитный артиллерийский полк малокалиберной зенитной артиллерии
71 и 618 отдельный зенитный артиллерийский дивизион
46 отдельный гвардейский тяжёлый танковый полк прорыва
226 отдельный танковый полк
396, 938 и 952 самоходный артиллерийский полк
72 и 177 отдельный инженерный батальон

159 отдельный понтонно-мостовой батальон
Воины 23-й армии и частей усиления, удостоенные звания Героя Советского Союза за подвиги, совершенные в сражении на Вуоксе летом 1944 года (Указ Президиума Верховного Совета СССР от 24.3.1945):
- Авдеев Тимофей Петрович — старший лейтенант, командир танковой роты 226-го отдельного танкового полка — посмертно
- Борисюк Александр Евстафьевич (Евстратович) — старший сержант, командир миномётного взвода 2-й миномётной роты 588-го стрелкового полка.
- Гончаров Пётр Фролович — старший сержант, командир отделения 2-й пулемётной роты 946-го стрелкового полка.
- Иванов Александр Михайлович — красноармеец, начальник радиостанции 461-го стрелкового полка.
- Кобец Семён Павлович — лейтенант, командир взвода 6-й роты 588-го стрелкового полка.
- Кочергин Фёдор Васильевич- гвардии младший сержант, командир отделения 506-го минометного полка
- Осиев Николай Петрович — старший лейтенант, командир 6-й стрелковой роты 588-го стрелкового полка
- Потрясов Пётр Алексеевич — красноармеец, стрелок 3-й стрелковой роты 588-го стрелкового полка
- Симанкин Григорий Филиппович — капитан, командир 2-го стрелкового батальона 461-го стрелкового полка
- Скворцов Дмитрий Данилович — старший лейтенант, командир стрелковой роты 461-го стрелкового полка.